# العزيات
العزيّات (بتشديد الياء) هي قرية في شرق ليبيا، تقع على طريق الخروبة–التميمي. تبعد عن التميمي حوالي 40 كم إلى الغرب، وتبعد عن المخيلي تقريباً نفس المسافة إلى الشرق.